# سفره‌ماهی راه‌راه
سفره‌ماهی راه‌راه (نام علمی: Zanobatus schoenleinii) نام یک گونه از زیررده نرم‌آبشش‌داران است.
درختچه راه راه در اقیانوس اطلس گرم شرقی یافت می‌شود که از مراکش، از خلیج گینه تا آنگولا را در بر می‌گیرد. عمدتاً در کف ماسه‌ای در اعماق کمتر از ۱۵ متر (۵۰ فوت)، رخ می‌دهد، اما ممکن است تا عمق ۶۰–۱۰۰ متری (۲۰۰–۳۰۰ فوت) رخ دهد.
بزرگسالان معمولاً ۴۰ تا ۵۰ سانتی‌متر (۱٫۳ تا ۱٫۶ فوت) طول دارند و حداکثر طول احتمالی آن حدود ۶۰ سانتی‌متر (۲٫۰ فوت) است، اگرچه ادعاهایی در مورد افراد تا ۱ متر (۳٫۳ فوت) وجود دارد. قسمت رویی آن قهوه ای مایل به قهوه ای با طرح لکه‌های تیره و میله ای مشخص است. این گونه شباهت دارد، اما این گونه فقط از خلیج گینه (ساحل عاج تا گابن) شناخته شده‌است، کوچکتر است (تا حدود ۳۶ سانتی‌متر یا ۱٫۱۸ فوت)، دارای الگوی راه راه کمتر و پشتی خاردارتر است.
اطلاعات کمی در مورد زیست‌شناسی پانه راه راه وجود دارد و IUCN آن را آسیب‌پذیر ارزیابی کرده‌است. از بی مهرگان کفزی تغذیه می‌کند و تخم مرغ زا است و ۱ تا ۴ بچه به طول حدود ۱۹ سانتی‌متر (۷٫۵ اینچ) به دنیا می‌آورد.